# Bruno Wanke
Bruno Bronisław Wanke (ur. 5 października 1896 w Warszawie, zm. 2 grudnia 1985 w Reading (Wielka Brytania)) – polski ogrodnik, działacz społeczny, polityk, poseł na Sejm w II RP.

## Życiorys
Ukończył SGGW w Warszawie. Był członkiem POW. W 1920 roku przez 6 miesięcy dowodził oddziałem partyzanckim na tyłach wojsk bolszewickich. Następnie służył w WP - przeniesiony w 1922 do rezerwy jako podporucznik.
W 1935 roku został posłem IV kadencji (1935–1938) wybranym z listy państwowej 22 507 głosami z okręgu nr 7 (powiat warszawski).
Pochowany symbolicznie na cmentarzu ewangelicko-augsburskim przy ulicy Młynarskiej (aleja 11, grób 15). Odznaczony Krzyżem Walecznym (1922) za działalność w POW.